# ولادیمیر پوتیاتوف
ولادیمیر پوتیاتوف (روسی: Владимир Николаевич Путятов؛ زادهٔ ۲۴ دسامبر ۱۹۴۵) بازیکن والیبال اهل روسیه است.